# Quendel-Ehrenpreis
Der Quendel-Ehrenpreis (Veronica serpyllifolia), auch Quendelblättriger Ehrenpreis und Thymianblättriger Ehrenpreis genannt, ist eine Pflanzenart aus der Gattung Ehrenpreis (Veronica) innerhalb der Familie der Wegerichgewächse (Plantaginaceae). 

## Beschreibung

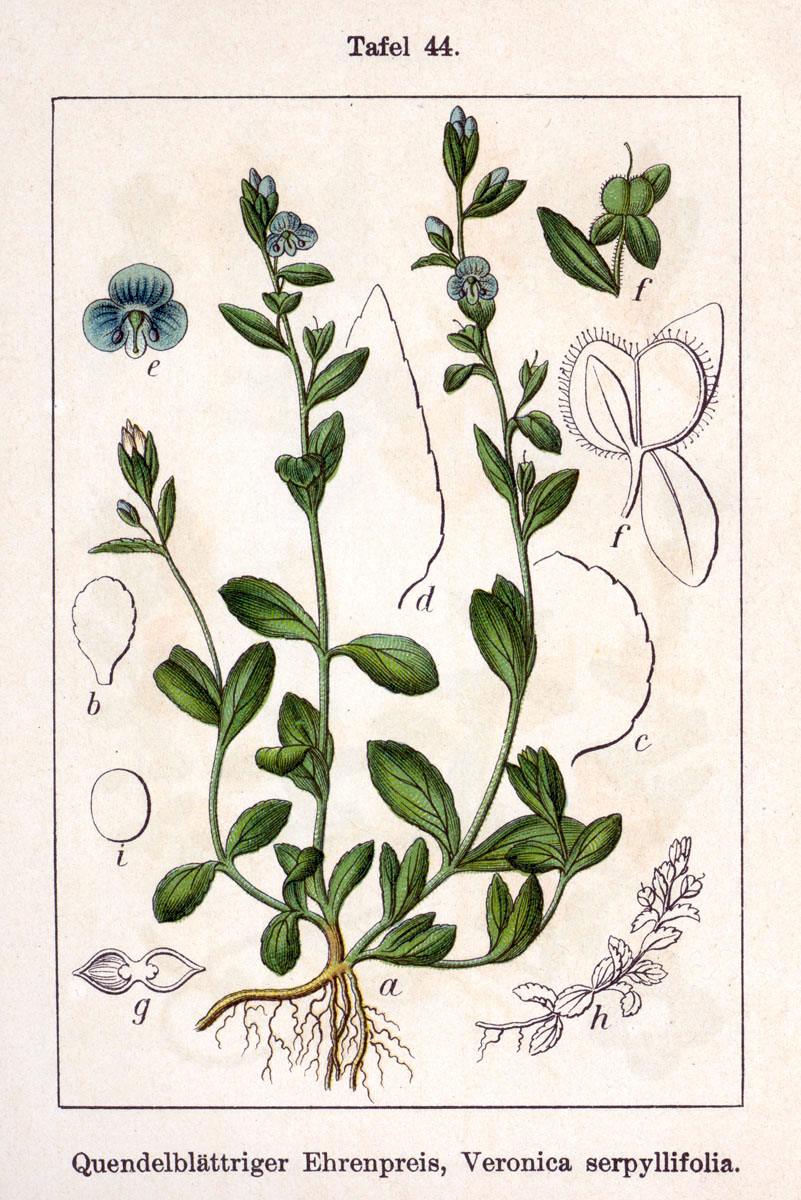
Illustration aus Sturm

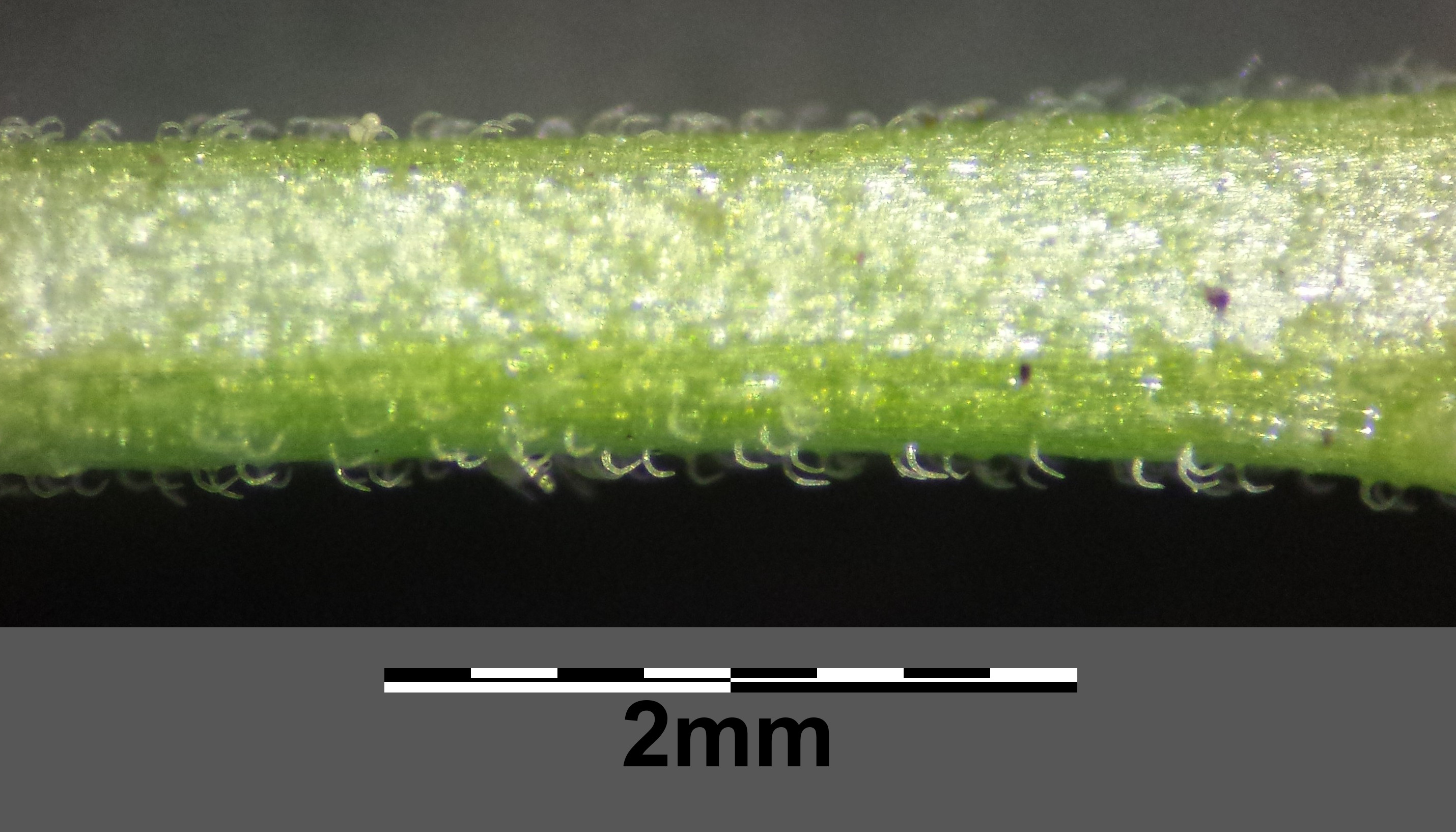
Die Blütenstiele sind mit Krummhaaren besetzt.

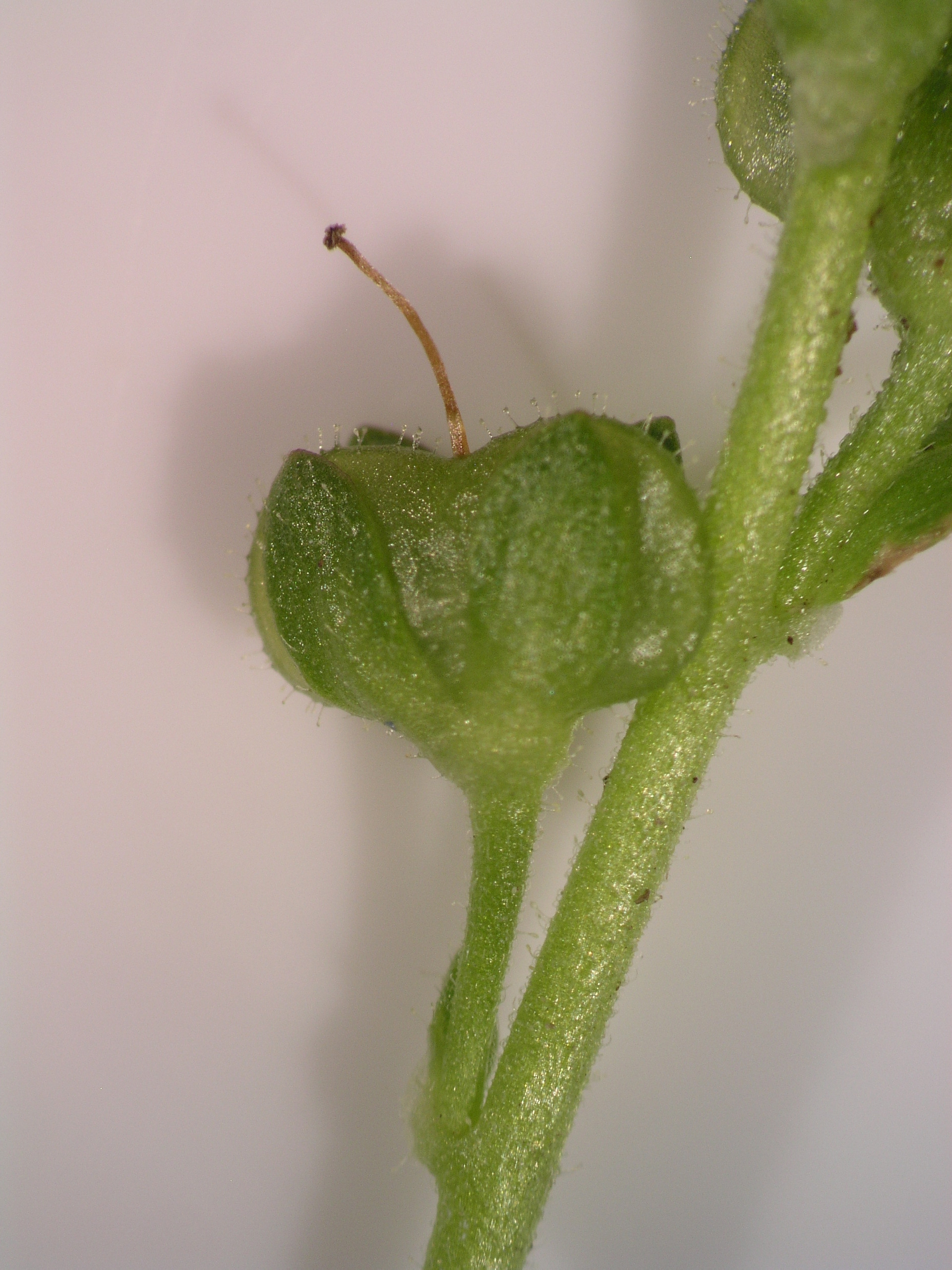
Gestielte Kapselfrucht und haltbarer Blütenkelch

### Vegetative Merkmale
Der Quendel-Ehrenpreis ist eine ausdauernde krautige Pflanze und erreicht Wuchshöhen von 5 bis 30 Zentimetern. Die Wurzeln reichen bis in 20 Zentimeter Tiefe. Die Pflanzen bilden eine kriechende Grundachse mit blühenden und nichtblühenden Trieben. Die Stängel sind beblättert und aufsteigend. Der Quendel-Ehrenpreis blüht von Mai bis September.
Alle Stängelblätter sind ungeteilt und fast ganzrandig. Sie sind kurz gestielt und kahl bis schwach behaart. 

### Generative Merkmale
Der endständige, kurze oder verlängerte, traubige oder ährige Blütenstand ist deutlich vom beblätterten Stängel abgesetzt. Die Tragblätter unterscheiden sich deutlich von den Laubblättern, sie sind kleiner und einfacher, der Übergang von Laubblättern zu Tragblättern erfolgt plötzlich.
Die zwittrigen Blüten besitzen eine doppelte Blütenhülle. Die Blütenkrone ist weißlich bis bläulich mit dunklerer Aderung, eher ausgebreitet-radförmig, häufig fast radiärsymmetrisch. Die Kronröhre ist kürzer als breit. 
Die Fruchtstiele sind etwa so lang oder länger als der Kelch. Die Kapselfrucht ist tief ausgerandet und bei einer Länge von bis zu 4 Millimeter sowie einer Breite von bis zu 5,5 Millimeter breiter als lang.
Die Chromosomenzahl beträgt 2n = 14 oder 28.

## Ökologie

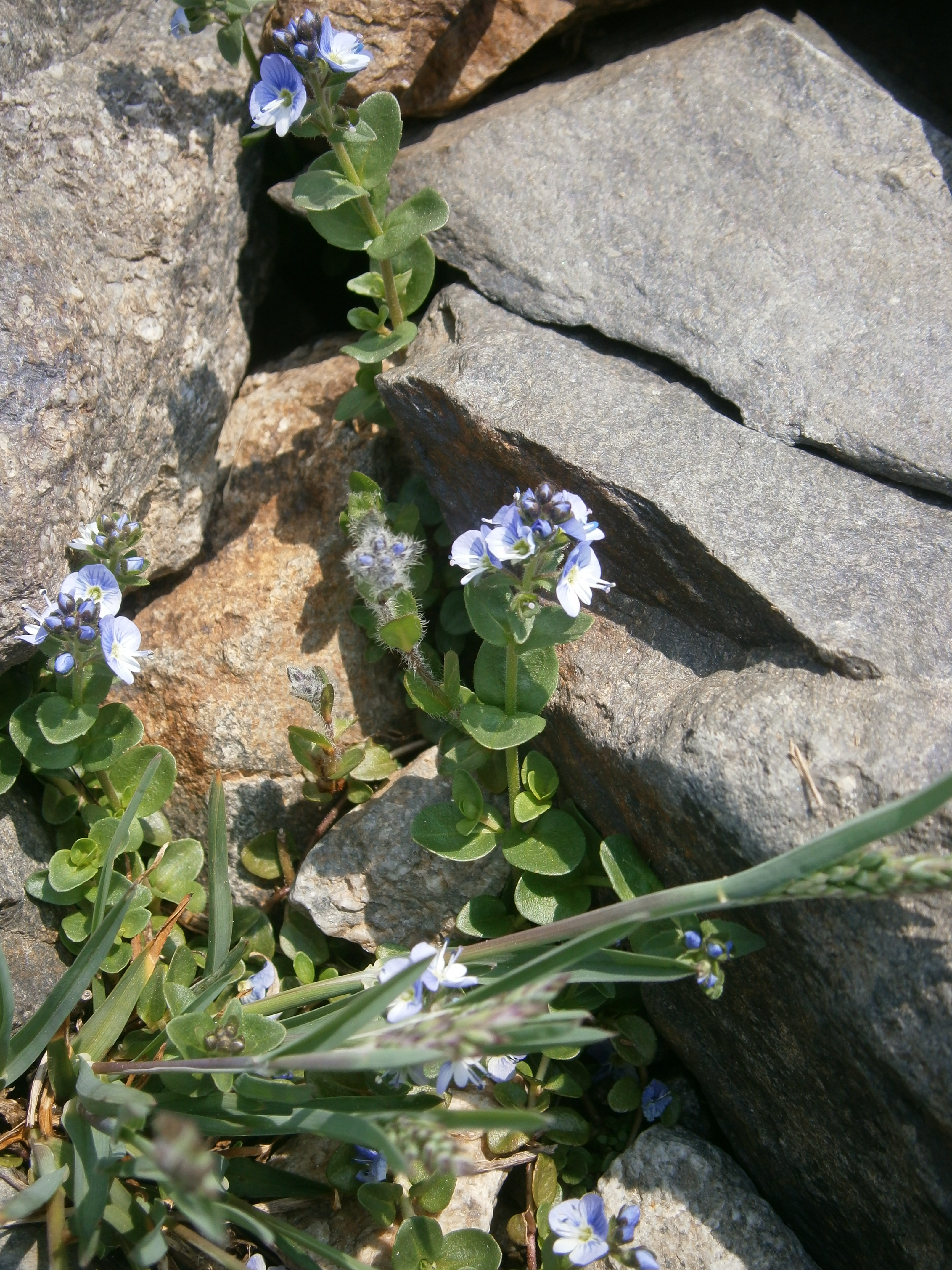
Gebirgs-Quendel-Ehrenpreis (Veronica serpyllifolia subsp. humifusa)

Der Quendel-Ehrenpreis ist ein Hemikryptophyt und ein Wurzelkriechpionier.
Die Bestäubung erfolgt durch Zweiflügler (Diptera), es erfolgt auch Selbstbestäubung. Die Blüten sind proterogyn. Die Blütezeit erstreckt sich von Mai bis Oktober.
Benetzt eröffnen sich die Kapselfrüchte und die Fruchtklappen spreizen auseinander; dadurch wirken die Kapselfrüchte als Regenballist, d. h. die bikonvexen, bis 0,8 Millimeter langen, und 0,1 mg schweren Samen werden durch Regentropfen aus den Früchten geschleudert und breiten sich als Regenschwemmlinge weiter aus; daneben unterliegen sie der Wasserausbreitung und der Tritt- und Darmausbreitung.

## Vorkommen
Der Quendel-Ehrenpreis ist auf der Nordhalbkugel circumpolar verbreitet. Er wächst in Wiesen, Weiden, Äckern, an Ruderalstellen, Ufern und Wegrändern und in Trittgesellschaften. Er gedeiht am besten auf nährstoffreichen sowie kalkarmen Böden. Er steigt bis in Höhenlagen von 2400 Metern. Er kommt in Mitteleuropa in Gesellschaften der Verbände Cynosurion, Agropyro-Rumicion, Polygonion avicularis oder der Ordnung Arrhenatheretalia elatioris vor.

## Systematik
Veronica serpyllifolia wurde von Carl von Linné erstbeschrieben. Veronica serpyllifolia gehört zur Sektion Serpyllifolia in der Untergattung Beccabunga innerhalb der Gattung Veronica. 
Von Veronica serpyllifolia gibt es zwei oder drei Unterarten:
- Gewöhnlicher Quendel-Ehrenpreis (Veronica serpyllifolia L. subsp. serpyllifolia), mit weiß bis blassblauen Blüten und 10 bis 30 Zentimeter hoch und collin bis montan verbreitet. Seine Chromosomenzahl beträgt 2n = 14 oder 28.[1]
- Niederliegender Quendel-Ehrenpreis oder Gebirgs-Quendel-Ehrenpreis (Veronica serpyllifolia subsp. humifusa (Dicks.) Syme), mit kräftig blau-lila Blüten, 5 bis 8 Zentimeter hoch und subalpin bis alpin verbreitet. Seine Chromosomenzahl beträgt 2n = 14. Er kommt vor in Gesellschaften der Verbände der Milchkrautweiden (Poion alpinae) oder Lägerfluren (Rumicion alpini).[1]
- Veronica serpyllifolia subsp. trichocaulis Peev: Sie kommt in Bulgarien vor.[4]